# 尖突穆坪紫堇
尖突穆坪紫堇（学名：Corydalis flexuosa sp. mucronipetala）为罂粟科紫堇属下的一个亚种。

## 扩展阅读
- 維基物種上的相關：尖突穆坪紫堇